# Sebastiano Venier
Sebastiano Venier (o Veniero) (Venecia, c. 1496 – Ibídem, 3 de marzo de 1578) fue dux de la República de Venecia del 11 de junio de 1577 al 3 de marzo de 1578.

## Biografía

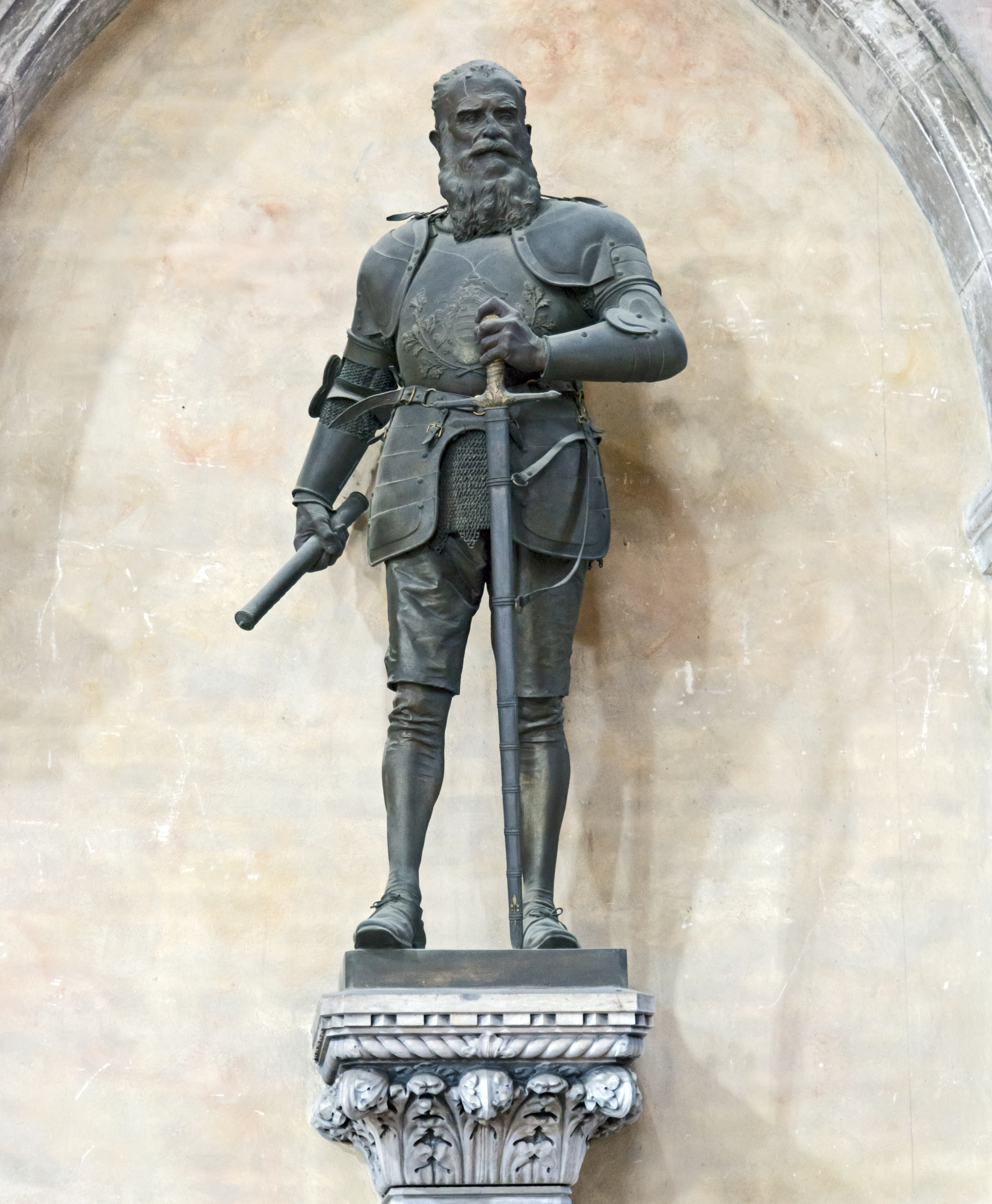
Estatua funeraria en la Basílica de Santi Giovanni e Paolo.

Venier nació en Venecia en torno a 1496. Era hijo de Moisè Venier y Elena Donà, y sobrino de Zuan Francesco Venier, co-señor de Cerigo. Fue nieto paterno de Moisé Venier (c. 1412 - c. 1476). Descendía de Pietro Venier, gobernador de Cerigo, y su esposa.
Trabajó como abogado desde una edad muy temprana, aunque sin contar con una cualificación formal. Subsecuentemente, fue administrador del gobierno de la República de Venecia. En 1570 fue procurador y, en diciembre del mismo año, capitano generale da mar ("almirante jefe") de la flota veneciana en la guerra contra el Imperio otomano.
Fue comandante del contingente veneciano en la batalla de Lepanto (7 de octubre de 1571), en la cual la Liga Santa derrotó decisivamente a los turcos. Tras la paz regresó a Venecia como alguien muy popular, y en 1577, a la edad de 81 años, fue elegido unánimemente dux.
Se casó con Cecilia Contarini, que le dio una hija, Elena Venier, y dos hijos. Uno de sus hijos, Francisco Venier, fue a Francia.
Sebastiano Venier murió en 1578, aquejado de problemas de corazón, después de un fuego que dañó gravemente el Palacio Ducal de Venecia. Fue enterrado en la Basílica de Santi Giovanni e Paolo, un tradicional lugar de enterramiento de los dux.

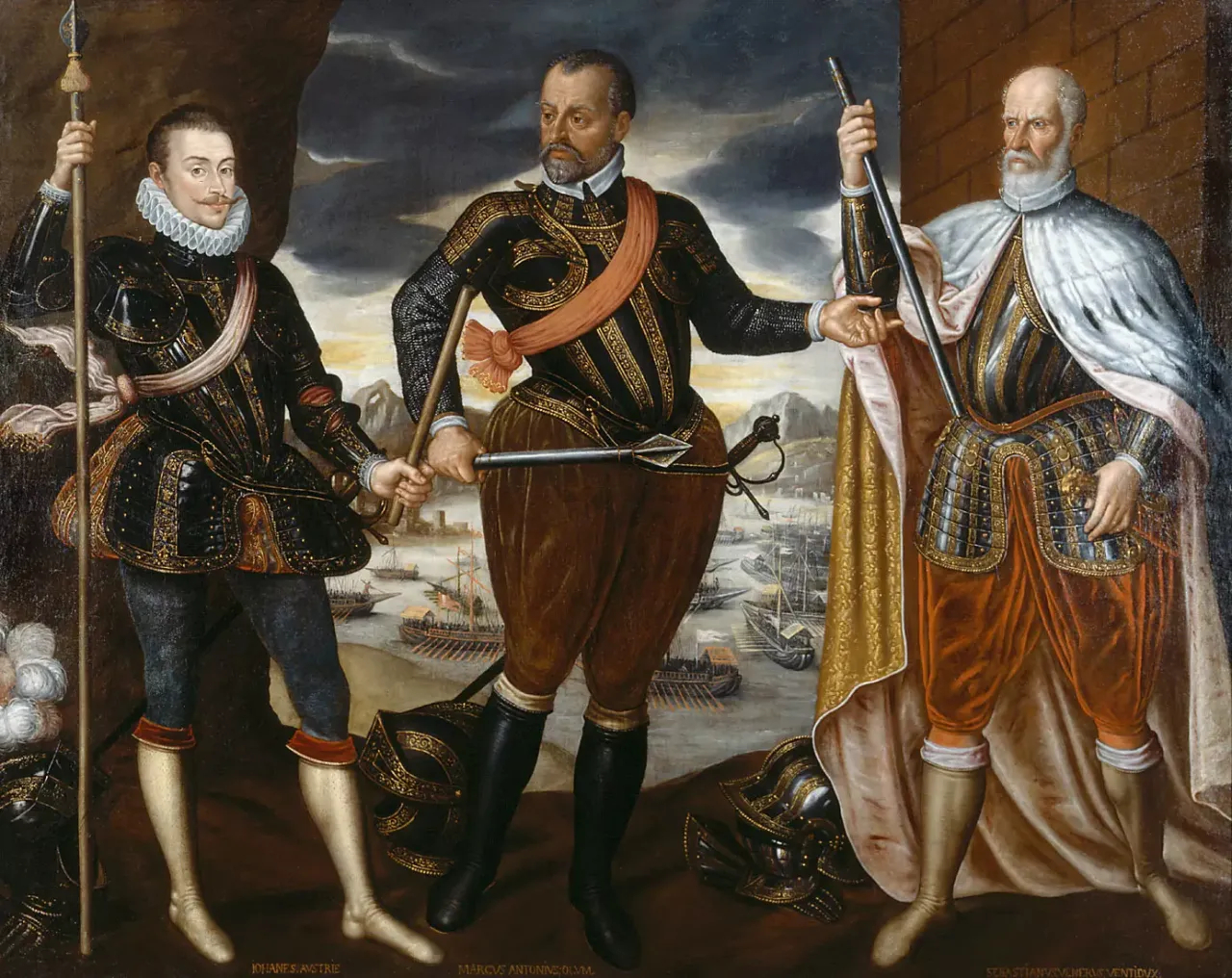
Los vencedores de Lepanto (de izquierda a derecha: Juan de Austria, Marcantonio Colonna y Sebastiano Venier)